# Arquidiocese de Pesaro
A Arquidiocese de Pesaro (em latim: Archidiœcesis Pisaurensis) é uma circunscrição eclesiástica da Igreja Católica na Itália, pertencente à Província Eclesiástica das Marcas e à Conferenza Episcopale Italiana.
Em 2019 contava cerca de 125 mil batizados numa população de 132 mil habitantes. É atualmente governada pelo arcebispo Sandro Salvucci.

## Território
A sé está na cidade de Pesaro, onde se acha a catedral.
Da província fazem parte as dioceses sufragàneas:
- Diocese de Fano-Fossombrone-Cagli-Pergola,
- Arquidiocese de Urbino-Urbania-Sant'Angelo in Vado.

Da arquidiocese de Pesaro fazem parte 54 paróquias.

## História
A Arquidiocese foi erguida no século III d.C., e elevada a metropolitana em 11 de março de 2000.

## Cronologia dos bispos e arcebispos do século XX
| #               | Nome                           | Período    | Notas                               |
| Arcebispos      | Arcebispos                     | Arcebispos | Arcebispos                          |
| --------------- | ------------------------------ | ---------- | ----------------------------------- |
| 3º              | Sandro Salvucci                | 2022-      | Atual                               |
| 2º              | Piero Coccia                   | 2004-2022  | Arcebispo emérito                   |
| 1º              | Angelo Bagnasco                | 2000-2003  | Nomeado Ordinário militar na Itália |
| Bispos          |                                |            |                                     |
|                 | Angelo Bagnasco                | 1998-2000  | Elevado a Arcebispo                 |
|                 | Gaetano Michetti †             | 1975-1998  |                                     |
|                 | Luigi Carlo Borromeo †         | 1952-1975  |                                     |
|                 | Bonaventùra Porta †            | 1917-1952  |                                     |
|                 | Paulo Marcos Téi, O.F.M.Cap. † | 1904-1916  |                                     |
|                 | Carlos Bonajuti †              | 1896-1904  |                                     |
| Bispo-coadjutor |                                |            |                                     |
|                 | Gaetano Michetti               | 1973-1975  |                                     |